# The Final Frontier (Iron Maiden)
The Final Frontier is Iron Maidens 15e studioalbum. Het album verscheen op 13 augustus 2010 voor Australië en Duitsland, en 16 augustus wereldwijd.
Het album werd voorafgegaan door een Noord-Amerikaanse tournee. De band deed later ook Europa aan, ze begonnen in Ierland op 30 juli. Donderdag 19 augustus gaf de band een optreden op Pukkelpop in België.
Het nummer "El Dorado" was voor de release van het album al gratis te downloaden van de officiële website.

## Nummers
1. "Satellite 15... The Final Frontier" (Smith/Harris) - 8:40
2. "El Dorado" (Smith/Dickinson/Harris) - 6:49
3. "Mother of Mercy" (Smith/Harris) - 5:20
4. "Coming Home" (Smith/Dickinson/Harris) - 5:52
5. "The Alchemist" (Dickinson/Harris/Gers) - 4:29
6. "Isle of Avalon" (Smith/Harris) - 9:06
7. "Starblind" (Smith/Dickinson/Harris) - 7:48
8. "The Talisman" (Harris/Gers) - 9:03
9. "The Man Who Would Be King" (Harris/Murray) - 8:28
10. "When the Wild Wind Blows" (Harris) - 10:59

Het album is in meerdere uitvoeringen uitgebracht: op cd, als iTunes LP, als download en een limited collectors "Mission Edition". De laatste bevat een cd met interviews en het spel "Mission II: Rescue & Revenge".

## Singles
- El Dorado
- The Final Frontier
- Coming Home

## Bandleden
- Bruce Dickinson - zang
- Steve Harris - bassist
- Dave Murray - gitarist
- Adrian Smith - gitarist
- Janick Gers - gitarist
- Nicko McBrain - drummer

## Hitnoteringen

### NederlandseAlbum Top 100
| Hitnotering: 21-08-2010 t/m 16-10-2010 | Hitnotering: 21-08-2010 t/m 16-10-2010 | Hitnotering: 21-08-2010 t/m 16-10-2010 | Hitnotering: 21-08-2010 t/m 16-10-2010 | Hitnotering: 21-08-2010 t/m 16-10-2010 | Hitnotering: 21-08-2010 t/m 16-10-2010 | Hitnotering: 21-08-2010 t/m 16-10-2010 | Hitnotering: 21-08-2010 t/m 16-10-2010 | Hitnotering: 21-08-2010 t/m 16-10-2010 | Hitnotering: 21-08-2010 t/m 16-10-2010 | Hitnotering: 21-08-2010 t/m 16-10-2010 |
| Week                                   | 1                                      | 2                                      | 3                                      | 4                                      | 5                                      | 6                                      | 7                                      | 8                                      | 9                                      |                                        |
| -------------------------------------- | -------------------------------------- | -------------------------------------- | -------------------------------------- | -------------------------------------- | -------------------------------------- | -------------------------------------- | -------------------------------------- | -------------------------------------- | -------------------------------------- | -------------------------------------- |
| Nummer                                 | 2                                      | 4                                      | 8                                      | 14                                     | 31                                     | 39                                     | 59                                     | 79                                     | 89                                     | uit                                    |

### VlaamseUltratop 100Albums
| Hitnotering: 21-08-2010 t/m | Hitnotering: 21-08-2010 t/m | Hitnotering: 21-08-2010 t/m | Hitnotering: 21-08-2010 t/m | Hitnotering: 21-08-2010 t/m | Hitnotering: 21-08-2010 t/m | Hitnotering: 21-08-2010 t/m | Hitnotering: 21-08-2010 t/m | Hitnotering: 21-08-2010 t/m | Hitnotering: 21-08-2010 t/m | Hitnotering: 21-08-2010 t/m | Hitnotering: 21-08-2010 t/m | Hitnotering: 21-08-2010 t/m | Hitnotering: 21-08-2010 t/m | Hitnotering: 21-08-2010 t/m | Hitnotering: 21-08-2010 t/m | Hitnotering: 21-08-2010 t/m | Hitnotering: 21-08-2010 t/m | Hitnotering: 21-08-2010 t/m | Hitnotering: 21-08-2010 t/m | Hitnotering: 21-08-2010 t/m |
| Week                        | 1                           | 2                           | 3                           | 4                           | 5                           | 6                           | 7                           | 8                           | 9                           | 10                          | 11                          | 12                          | 13                          | 14                          | 15                          | 16                          | 17                          | 18                          | 19                          | 20                          |
| --------------------------- | --------------------------- | --------------------------- | --------------------------- | --------------------------- | --------------------------- | --------------------------- | --------------------------- | --------------------------- | --------------------------- | --------------------------- | --------------------------- | --------------------------- | --------------------------- | --------------------------- | --------------------------- | --------------------------- | --------------------------- | --------------------------- | --------------------------- | --------------------------- |
| Nummer                      | 6                           | 2                           | 5                           | 11                          | 26                          | 33                          | 53                          | 77                          | 81                          | 93                          | 96                          |                             |                             |                             |                             |                             |                             |                             |                             |                             |